# تجمع بدو وادي القرية (تريم)
'

تعديل مصدري - تعديل

تجمع بدو وادي القرية هي إحدى قرى عزلة تريم بمديرية تريم التابعة لمحافظة حضرموت، بلغ تعداد سكانها 181 نسمة حسب تعداد اليمن لعام 2004.